# Гаїчка мексиканська
Гаїчка мексиканська (Poecile sclateri) — вид горобцеподібних птахів родини синицевих (Paridae).

## Поширення
Вид поширений на південному заході США та у Мексиці. Це постійний мешканець лісистих гірських районів західної, центральної та північно-східної Мексики, ареал простягається на північ до крайньої південно-східної Аризони та південного заходу Нью-Мексико. Середовище його проживання — вологі ліси і хащі.

## Опис
Птахи мають довжину 12,5-13,5 см, розмах крил 18-21 см і вагу 7,5-11 г. Обидві статі мають чорну шапку, білі щоки та короткий чорний дзьоб. Спина і боки сірі, а нижня частина тіла блідо-сірувата.

## Підвиди
- Poecile sclateri eidos (J. L. Peters, 1927)
- Poecile sclateri sclateri (Kleinschmidt, 1897)